# Klockestrand
Klockestrand – miejscowość (tätort) w Szwecji w gminie Kramfors w regionie Västernorrland. Około 320 mieszkańców.